# Astochia pseudoguptai
Astochia pseudoguptai är en tvåvingeart som beskrevs av Joseph och Parui 1987. Astochia pseudoguptai ingår i släktet Astochia och familjen rovflugor. Inga underarter finns listade i Catalogue of Life.